# داود بندلی العیسی
داود بندلی العیسی (عربی: داود بندلي العيسى؛ زاده: ۱۹۰۳) یک روزنامه‌نگار فلسطینی است که در شهر یافا متولد شد.

## زندگی‌نامه
داود بندلی العیسی در مدرسه ارتدکس در لبنان درس خواند. وی در موضع مدیر اداری روزنامه فلسطین کار می‌کرد.
وی اولین روزنامه‌نگار فلسطینی بود که اقدام به انتشار روزنامه‌ایی که مرتب منتشر می‌شد کرد و این روزنامه بیشترین عمر خود را دارا بود؛ این روزنامه همکار و همنوا با سایر روزنامه‌های فلسطینی بود که اقدام به نوشتن مطالب ضد استعماری می‌کرد.
در سال ۱۹۵۱ اقدام به انتشار روزنامه البلاد در قدس کرد و نقش مهمی در سرپرستی روزنامه‌های فلسطینی و پشتیبانی و ارتقاء آنها داشت.
در تشکیل باشگاه ارتدکسی در یافا سهم بسزایی را ایفا کرد و قبل از درگذشت مدیر روزنامه الدستور بود.

## درگذشت
داود بندلی العیسی در سال ۱۹۸۳ در امان درگذشت و همان‌جا به خاک سپرده شد.